# キリノッチ
キリノッチ（タミル語: கிளிநொச்சி、シンハラ語: කිලිනොච්චි、英語: Kilinochchi）は、スリランカの北部州キリノッチ県の都市である。州都ジャフナからA9ハイウェイで南東に100kmほどの距離に位置している。キリノッチ県の県都であり、スリランカ内戦中はタミル・イーラム解放のトラ (LTTE) の事実上の首都でもあった。

## 歴史

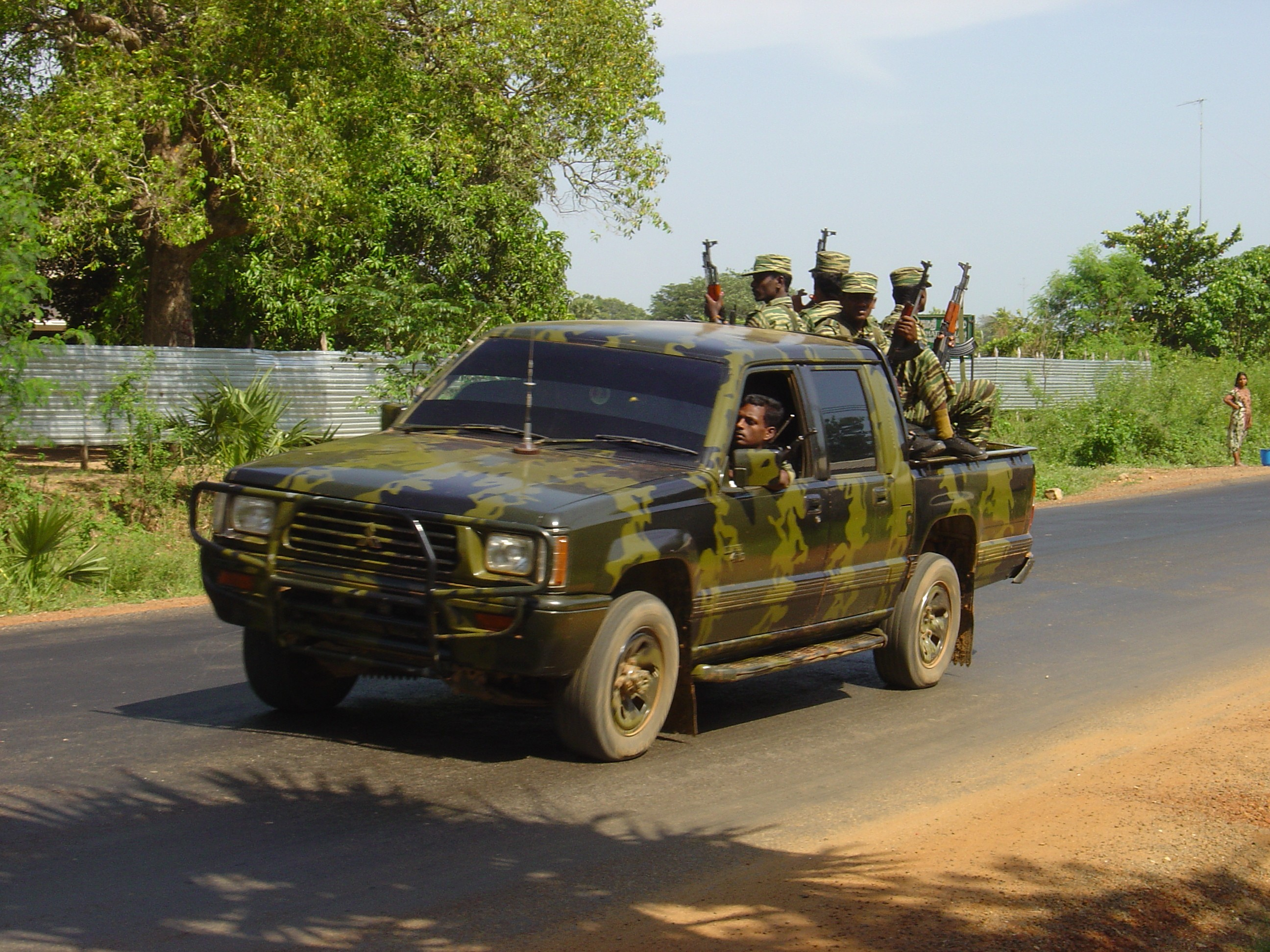
キリノッチのLTTE部隊（2004年）

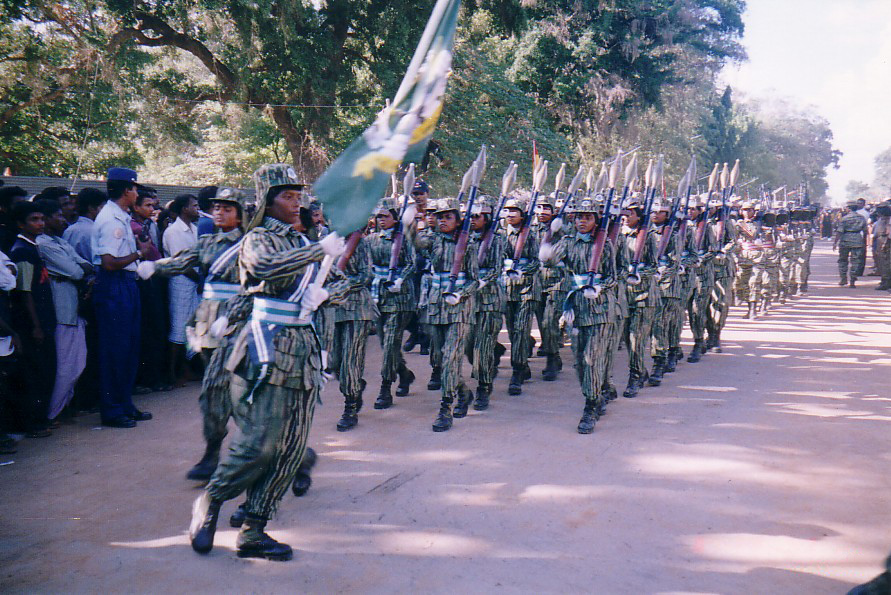
ウーマン・タイガーのパレード（2002年）

キリノッチは元々、1936年にジャフナの人口増大に対処するための入植プロジェクトの一環として設立された。
LTTEが最初にこの町を確保したのは1990年のことである。1996年9月には政府軍が奪還するも、2年後の1998年9月には再びLTTEの支配下となっており、最終的に内戦終結直前の2009年1月2日に政府軍が攻略に成功するまで、この地はLTTEの本拠地としての役割を担っていた。

## 人口動態
キリノッチの人口の大半はスリランカ・タミルが占める。

## 経済
キリノッチは古代から農業が盛んな地域にあり、溜池灌漑を用いた米やその他作物の栽培が行われている。
コロンボ首都圏とジャフナを結ぶ鉄道のノーザンラインはキリノッチを通過している。この路線は内戦勃発後の1985年に運休されており、かつLTTEにより資材が取り去られるなど破壊された状態にあったが、内戦終結後は再建が進められ、2013年9月にはコロンボ-キリノッチ間で運行が再開された。